# Articolatore dentale
L'articolatore dentale è uno strumento professionale usato in campo odontotecnico ed odontoiatrico atto a riprodurre quanto più fedelmente possibile le posizioni spaziali ed i movimenti reciproci delle due arcate dentarie.
Gli articolatori sono schematicamente composti da una branca superiore ed una inferiore alle cui estremità si trovano posizionati i modelli con le arcate dentarie. Queste branche sono collegate assieme tramite diversi dispositivi atti a permettere il movimento reciproco più o meno complesso.

## Tipi di articolatori
Esistono numerosi tipi di articolatori. La suddivisione principale e più conosciuta si basa sui diversi gradi di movimento possibili dello strumento.
- Verticolatori - sono strumenti che permettono il movimento delle branche lungo un solo asse, quello verticale distanziando in maniera uniforme e continua i modelli antagonisti.

- Occlusori - sono strumenti che permettono il movimento delle branche attorno ad un asse posteriore passante per i 2 condili, eseguendo così un'apertura definita "a cerniera" dei modelli ovvero,  ad arco di cerchio.

- Articolatori a valori medi - sono strumenti che, oltre all'apertura a cerniera, possono anche traslare in senso antero-posteriore grazie al movimento dei condili lungo una guida angolata. Attraverso questo tentativo di riprodurre l'inclinazione del tragitto condilare, si possono effettuare, con questo strumento, movimenti di protrusiva e lateralità.

- Articolatori a valori semi-individuali - sono strumenti ove, oltre ai movimenti sopra menzionati ed alla possibilità di utilizzo di un arco facciale o di trasferimento, sono possibili ulteriori regolazioni più o meno fini ma comunque, sempre standardizzate.

- Articolatori a valori individuali - sono strumenti che, grazie a dedicati sistemi di trasferimento dei dati e la loro particolare costruzione, possono riprodurre qualsiasi movimento tra le arcate con estrema fedeltà e precisione.

Per quanto riguarda gli articolatori propriamente detti, un'altra tipologia di classificazione corrente si basa sulla posizione di attacco della branca inferiore (mandibola), nello strumento:
- quando i condili sono fissati alla branca inferiore, allora lo strumento è del tipo ARCON

- quando i condili sono fissati alla branca superiore, allora lo strumento è definito del tipo NON-ARCON.

Bergstrom nel 1950 coniò per primo questi termini. Con l'acronimo ARCON, "ARticulator" e "CONdyle", si voleva indicare l'articolatore che aveva contenuto nella branca superiore il meccanismo atto a riprodurre il tragitto condilare.
Rimane da osservare che gli articolatori di tipo ARCON sono quelli che maggiormente rispettano la naturale conformazione umana.